# Bartolomeo Diaz
Bartolomeo Diaz, in portoghese Bartolomeu Dias de Novaes (Algarve, 1450 – Capo di Buona Speranza, 29 maggio 1500), è stato un navigatore portoghese, primo europeo a raggiungere e doppiare, nel 1488, l'estremità meridionale dell'Africa provando così il collegamento tra Oceano Atlantico e Oceano Indiano e trovando perciò una nuova rotta per le Indie.
La sua scoperta darà avvio alla nuova rotta tra Europa ed Asia, che sarà percorsa per la prima volta dieci anni più tardi, nel 1497, da Vasco da Gama raggiungendo l'India in un viaggio a cui Diaz stesso partecipò.

## Biografia
Nato in Portogallo nel 1450, della sua vita si sa poco o quasi niente. Sappiamo per certo che nacque in una ricca famiglia portoghese di marinai ed esploratori tra i quali ricordiamo Dinis Dias che guidò alcune spedizioni lungo le coste dell'Africa settentrionale e che intorno al 1440 aveva raggiunto Capo Verde. Nella sua gioventù, Diaz seguì gli studi di matematica ed astronomia all'Università di Lisbona. Inoltre servì come militare nella Fortezza di São Jorge Da Mina. In età adulta diventò cavaliere della corte e successivamente comandante della nave da guerra São Cristóvão, che fu la caravella con la quale egli compì i suoi viaggi sulle coste atlantiche dell'Africa.
Dei suoi viaggi ne ricordiamo tre. Il primo, nonché il più importante che egli fece, permise di trovare una nuova rotta per le Indie, fu quello che compì nel 1487 e che terminò sedici mesi più tardi nel dicembre del 1488 dopo aver raggiunto e doppiato il Capo di Buona Speranza per la prima volta nella storia dell'Europa. Il secondo è quello che svolse nel 1497 accompagnando Vasco da Gama fino a Capo Verde per poi lasciarlo continuare da solo fino alle Indie. L'ultimo, nel quale naufragò perdendo la vita, fu accompagnando Pedro Álvares Cabral.

## I viaggi di Diaz

### Premessa
Diaz non fu il primo a compiere viaggi verso sud per cercare nuove vie per l'oriente. Primo in assoluto a cercare una via alternativa verso sud fu Enrico il Navigatore tra il 1450 e 1460; circa negli stessi anni, più precisamente nel 1459 Fra Mauro aveva disegnato una mappa che rappresentava uno spazio di mare sotto l'Africa, andando contro la più che rinomata, in quel periodo, teoria di Tolomeo secondo la quale non esistevano passaggi a sud dell'Oceano Atlantico. Subito dopo di questi vennero Diogio Affonso, che nel 1461 scoprì le isole più a sud del Capo Verde, e Pero de Cintra che l'anno dopo arrivò a Capo Mesurado. Negli anni 1470-71 Santarem Pero de Escobar raggiunse Capo Palmas. Il primo esploratore a superare l'equatore fu Ruy de Sequeira che il 25 novembre 1471 giunse a Capo S. Catarina.
Circa dieci anni dopo, nel 1482, Diogo Cão discese fino a Capo S. Maria. Il fatto che così pochi navigatori fossero giunti sotto l'equatore era dovuta al fatto che sotto di esso la stella polare non si vedeva e quindi di notte era difficile stabilire la propria posizione (malgrado la visibilità della Croce del Sud); inoltre erano presenti delle correnti sconosciute che intimorivano i marinai. Per far fronte a questo tipo di problema vennero introdotti nuovi strumenti per la navigazione, come la bussola, diventata trasportabile poiché inscatolata, o l'asta a croce che era formata da un'asta graduata nella quale era infilata una traversa. Il navigatore doveva accostare l'occhio a tale asta e far scorrere la traversa fino a far coincidere le due estremità di questa con l'orizzonte e il sole o la stella di riferimento: in questo modo si poteva calcolare la latitudine.

### I viaggi
La prima spedizione affidata a Diaz fu nell'ottobre del 1486, quando il sovrano portoghese Giovanni II lo nominò capitano di una spedizione per scoprire la reale estensione verso Sud delle coste del continente africano e verificare la possibilità di tracciare una rotta verso l'India. Scopo secondario della spedizione fu quello di cercare il Prete Gianni, il personaggio leggendario assai noto all'epoca, per il quale i Portoghesi mostravano grande interesse, nella speranza di intrattenere con lui proficue relazioni: si pensava infatti che fosse il re di un regno grandioso che poteva aiutare i cristiani a combattere l'Islam, e nel quale, secondo i poemi bretoni, sarebbe stato portato e custodito il Santo Graal.
A proposito di questo personaggio e del suo leggendario regno Giovan Battista Ramusio, descrivendo l'Africa dice questo:
Ultimo scopo della spedizione fu quello di cercare di raggiungere i paesi segnalati da João Afonso de Aveiro (diplomatico portoghese ed esploratore dell'Etiopia). La spedizione ebbe inizio nell'agosto del 1487 quando Diaz partì da Lisbona con tre navi: la sua ammiraglia, la caravella São Cristóvão, la quale aveva come timoniere Pêro de Alenquer, il São Pantaleão, caravella comandata da João Infante, e con timoniere Alvaro Martins; infine l'ultima nave che aveva funzione solo di appoggio era governata da Pêro Dias, fratello di Bartolomeo, che aveva come timoniere João de Santiago.
La spedizione salpò in direzione sud lungo la costa occidentale dell'Africa dove furono imbarcati due uomini e quattro donne di colore catturati da Diogo Cão. Questi erano ben nutriti e vestiti poiché sarebbero stati sbarcati sulla costa orientale per testimoniare, presso le popolazioni che abitavano quelle regioni la bontà e la grandezza dei Portoghesi, e, frattanto, vedere se riuscivano a raccogliere informazioni utili sul regno del Prete Gianni e sulla sua ubicazione. Nel dicembre di quell'anno raggiunse la costa dell'attuale Namibia, il punto più a sud cartografato dalla spedizione di Diogo Cão, esploratore portoghese che come Diaz era stato incaricato dal re del Portogallo Giovanni II di trovare nuove rotte per le Indie. Continuando la navigazione verso meridione, Diaz scoprì per primo la Baia delle balene, e approfittando poi dei venti a suo favore navigò cartografando diverse baie lungo la costa dell'attuale Sudafrica, finché non si imbatté in una tempesta che durò tredici giorni facendogli perdere la rotta e facendolo allontanare dalla costa. Una volta terminata la tempesta, non vedendo terre a est di fronte a sé, intuì di aver superato il confine massimo dell'Africa, così decise di dirigersi verso nord nella speranza di trovare terra. 
Scoprì così la Baia di San Biagio il 3 febbraio 1488 decise di proseguire ancora fino a raggiungere il punto più lontano il 12 marzo 1488: la baia di Algoa ben 800 km a est del Capo di Buona Speranza. Per la fatica eccessiva che aveva richiesto il viaggio, decise di non proseguire oltre e tornare in Portogallo. Fu proprio al ritorno che nel maggio del 1488, veleggiando lungo la costa, scoprì un promontorio oltre il quale non si estendeva nulla a sud. Lo battezzò Capo delle Tempeste (Cabo das Tormentas in portoghese), a causa della forte tempesta che lì aveva incontrato, e sempre lì fece erigere una grande croce a testimonianza della sua impresa. Questo punto fu poi ribattezzato Capo di Buona Speranza dal re Giovanni II poiché riteneva che quella scoperta avesse aperto una nuova speranza per raggiungere l'India.

Diaz fece infine ritorno a Lisbona in dicembre, dopo un'assenza di sedici mesi. Purtroppo il rapporto ufficiale di questa spedizione è andato perduto. Dopo aver servito per alcuni anni come provveditore dell'arsenale di Lisbona (pt. Provedor dos Armazéms), ufficio sottoposto alla Casa da Índia, Bartolomeo Diaz accompagnò la prima spedizione di Vasco da Gama, salpata nel 1497. Diaz scortò l'inesperto nobile navigatore fino alle isole di Capo Verde per poi dirigersi verso il golfo di Guinea, nella colonia conosciuta al tempo come a Mina (la Miniera). Nel 1500 fece il suo ultimo viaggio, accompagnando Pedro Álvares Cabral nel famoso viaggio in cui questi scoprì il Brasile. Sfortunatamente, quando la flotta proseguì per l'India, la nave su cui si trovava Bartolomeo Diaz naufragò e il valente navigatore trovò la morte proprio nei pressi del Capo di Buona Speranza il 29 maggio 1500.
Bartolomeo Diaz fu onorato per le sue scoperte e per i servigi resi alla Corona portoghese che lo aveva insignito del titolo di Cavaliere dell'Ordine Militare del Cristo. Quest'ordine era l'ultima eredità dell'Ordine templare portoghese, scomparso nel 1312. Anch'esso sparirà nel 1910 con l'introduzione della repubblica.

### Conclusioni
La scoperta del Capo di Buona Speranza fu estremamente significativa perché per la prima volta, gli Europei potevano trattare e commerciare direttamente con l'India e le altre parti dell'Asia, evitando le rotte commerciali terrestri attraverso il Vicino e Medio Oriente controllate prevalentemente dai Turchi ottomani, che rivendevano a caro prezzo le merci provenienti dalle Indie. Inoltre bisogna riconoscere in parte a lui anche il merito dei viaggi svolti in seguito sulla rotta che circumnavigava l'Africa poiché sulle sue annotazioni e cartografie si basarono navigatori come Vasco da Gama e altri che lo seguirono.